# Museu Ampère
O Museu Ampère é um museu de ciências dedicado à história da eletricidade, suas aplicações e também a homenagear o a André-Marie Ampère (1775–1836). O museu, situado em Poleymieux-au-Mont-d'Or na metrópole de Lyon, está instalado na casa onde André-Marie Ampère passou parte da sua infância e juventude, e abrange também aspectos históricos do período revolucionário francês relacionados com a vida da família Ampère. O museu Ampère, que recebeu o rótulo de Maisons des Illustres em 2013  e o rótulo de Sítio Histórico Europeu de Física em 2021, é o primeiro museu de ciências interativo na França.

## História

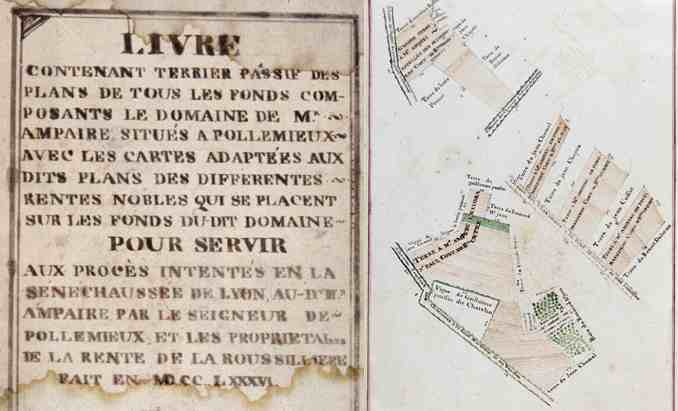
Extrato (páginas 0 e 6) do documento Le Terrier (1786), no qual é descrita a propriedade de Poleymieux-au-Mont-d'Or da família Ampère

Em 1901, uma cerimónia em homenagem a André-Marie Ampère foi organizadanos jardins da casa de Ampère em Poleymieux-au-Mont-d'Or  por Alexis Bertrand, Professor de Sociologia na Faculdade de Letras de Lyon, que manifestou o desejo de criar um museu da electricidade na casa da família Ampère.
Em 1928, Hernand e Sosthenes Behn, empresários americanos, co-fundadores da multinacional ITT que na época desenvolvia suas atividades na França, fizeram, a conselho de Paul Janet, membro da Academia Francesa de Ciências, e como mecenas, a aquisição da antiga propriedade de Ampère que acaba de ser colocada à venda. Eles o doaram à Sociedade Francesa de Eletricistas, que o confiou dois anos depois, em 1930, à Sociedade dos Amigos de André-Marie Ampère, que a gere desde essa data. O museu foi inaugurado em 1 de Julho 1931.

## Espaços
O visitante encontrará modelos que reproduzem as experiências fundamentais em electromagnetismo que foram levadas a cabo por André-Marie Ampère ou por alguns físicos de sua época, como Hans Christian Ørsted ou Michael Faraday. O público pode colocar as experiências em funcionamento, encontrar explicações, informações adicionais e aprender sobre as leis do electromagnetismo de uma forma lúdica. O museu apresenta as suas colecções numa dúzia de sala  de salas de exposições. O museu tem também um espaço para conferências e reuniões
Uma das salas contém retratos, livros e manuscritos da família Ampère : André-Marie Ampère (1775-1836), bem como seu pai Jean-Jacques (1733-1793) e seu filho Jean-Jacques-Antoine Ampère(1800-1864).
Outras salas permitem aos visitantes explorar a história e as aplicações da electricidade, desde a iluminação, telecomunicações e electrónica até à produção de energia renovável.
A loja do museu oferece alguns livros e lembranças.

## Ciência e treinamento
O museu Ampère oferece visitas que incluem workshops educativos de um dia ou meio dia para alunos de todos os níveis, desde o ensino fundamental até os ciclos finais do ensino médio ou mesmo além. São também organizados workshops educativos durante as férias escolares.

## Rótulos e distinções

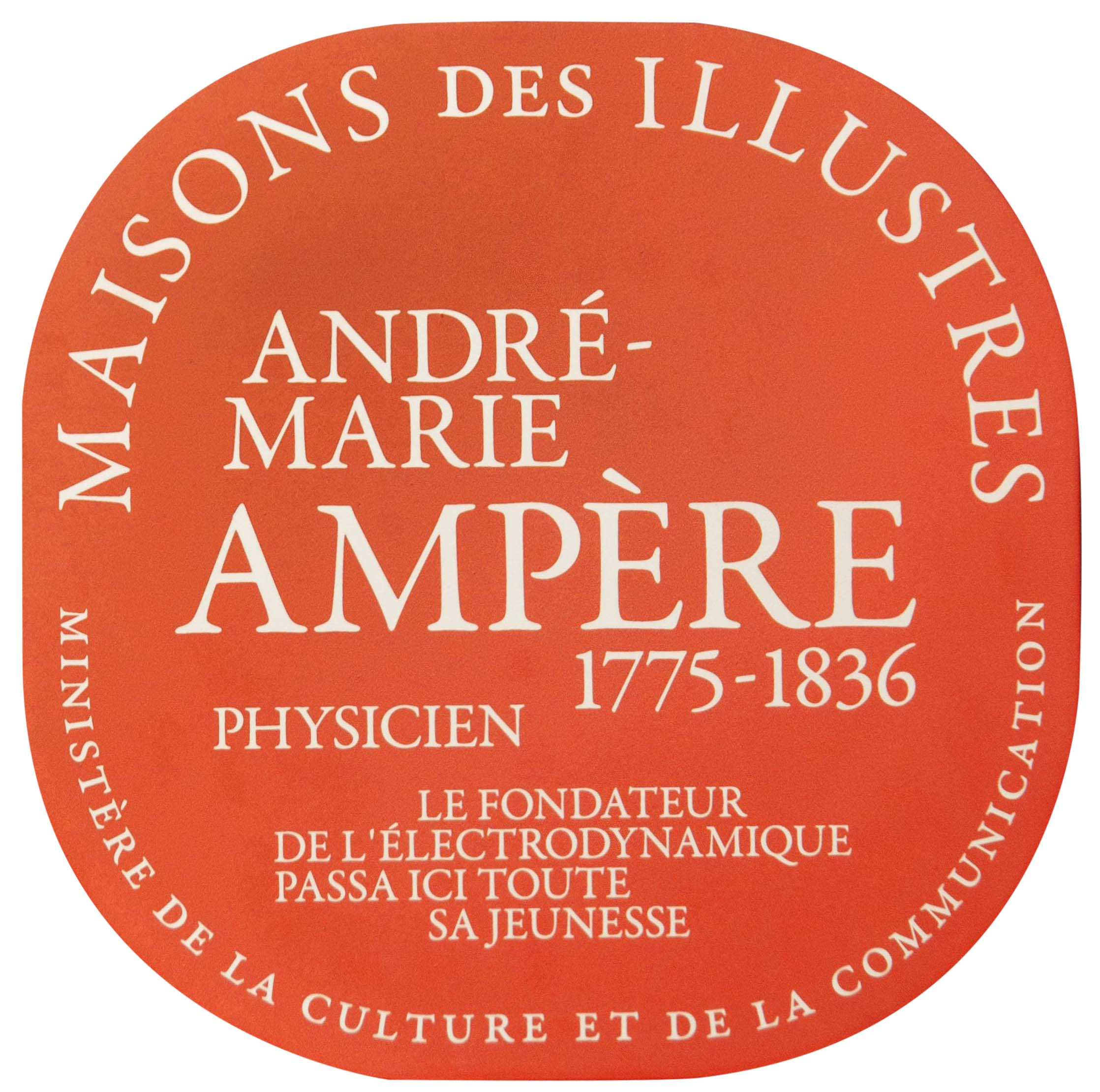
Placa da Casa do Ilustre

O Ampère Museum é a Maison des Illustres desde 2013. Este é um selo concedido pelo Ministério da Cultura francés.
A Société des Amis d'André Marie d'Ampère, que gere o museu, recebeu a Medalha de Honra de 2018 da Académie des Sciences, Belles-Lettres et Arts de Lyon em 18 de Dezembro de 2018.
Desde 2021, o Museu Ampère é rotulado " Sítio Histórico EPS », sítio histórico da física europeia, selo atribuído pela European Physical Society.
Em abril de 2023, o Museu Ampère recebe o rótulo "IEEE Historic Milestone" concedido pela IEEE, a maior organização profissional internacional.